# O-fenylendiamin
o-Fenylendiamin (ortho-fenylendiamin) systematický název benzen-1,2-diamin, je organická sloučenina se vzorcem C6H4(NH2)2, která patří mezi aromatické diaminy. Je strukturním izomerem m-fenylendiaminu a p-fenylendiaminu.

## Výroba a příprava
o-Fenylendiamin se obvykle vyrábí reakcí 2-nitrochlorbenzenu s amoniakem a následnou hydrogenací vzniklého 2-aminonitrobenzenu:
ClC6H4NO2 + 2 NH3 → H2NC6H4NO2 + NH4Cl
H2NC6H4NO2 + 3 H2 → H2NC6H4NH2 + 2 H2O
V laboratoři se připravuje přímo redukcí 2-aminonitrobenzenu práškovým zinkem v ethanolu a následným přečištěním za vzniku hydrochloridu diaminu. Tento priodukt na vzduchu tmavne; nečistoty z něj lze odstranit přidáním dithioničitanu sodného a aktivního uhlí do horkého vodného roztoku, následovaným pomalým chlazením vedoucím ke krystalizaci.

## Reakce a použití
o-Fenylendiamin kondenzuje s  aldehydy a ketony. Reakcemi s karboxylovými kyselinami a jejich deriváty z něj vznikají benzimidazoly; podobným způsobem se vyrábí herbicid benomyl. Produktem reakce o-fenylendiaminu s dimethyloxalátem je chinoxalindion. Kondezacemi s xanthátovými estery se tvoří merkaptoimidazoly, používané jako antioxidanty ve výrobcích z pryže. Působením kyseliny dusité na o-fenylendiamin vzniká benzotriazol, používaný jako inhibitor koroze. Kondenzacemi substituovaných o-fenylendiaminů s diketony se vyrábějí mnohá léčiva.
Fenylendiaminy jsou významnými prekurzory ligandů. Deriváty Schiffových bází, odvozené například od salicylaldehydu, jsou velmi dobrými ligandy. Oxidací komplexů kov-fenylendiamin vznikají diiminové sloučeniny, které mají výrazné zbarvení a často se vyskytují v několika různých oxidačních stavech.

## Bezpečnost
Střední smrtelná dávka (LD50) o-fenylendiaminu ve vodném roztoku je 44 mg/l, tedy asi 1000krát vyšší než u p-fenylendiaminu. S aniliny se obvykle nakládá jako s karcinogeny. V mnoha oblastech byl o-fenylendiamin nahrazen bezpečnějšími látkami, jako je například 3,3',5,5'-tetramethylbenzidin.